# Неманья Михайлович
Неманья Михайлович (серб. Немања Михајловић / Nemanja Mihajlović, нар. 19 січня 1996, Ниш) — сербський футболіст, півзахисник литовського клубу «Жальгіріс» та молодіжної збірної Сербії.
Виступав також за клуб «Геренвен».

## Клубна кар'єра
Народився 19 січня 1996 року в місті Ниш. Вихованець футбольної школи клубу «Рад». Дорослу футбольну кар'єру розпочав 2013 року в основній команді того ж клубу, в якій провів два сезони, взявши участь у 54 матчах чемпіонату. 
Згодом з 2015 по 2017 рік грав у складі команд «Телеоптик» та «Партизан».
Своєю грою за останню команду привернув увагу представників тренерського штабу клубу «Геренвен», до складу якого приєднався 2017 року. Відіграв за команду з Геренвена наступні три сезони своєї ігрової кар'єри.
Протягом 2020—2024 років захищав кольори клубів «Арка», «Болуспор», «Баликесірспор», «Спартак» (Суботиця), «Слога» (Добой) та «Борац» (Баня-Лука).
До складу клубу «Жальгіріс» приєднався 2024 року. Станом на 11 листопада 2024 року відіграв за клуб з Вільнюса 15 матчів в національному чемпіонаті.

## Виступи за збірні
У складі юнацької збірної Сербії (U-16) взяв участь у 20 іграх, відзначившись 5 забитими голами.
Протягом 2016–2017 років залучався до складу молодіжної збірної Сербії. На молодіжному рівні зіграв у 6 офіційних матчах, забив 1 гол.